# Reserva Ornitológica de Mindelo

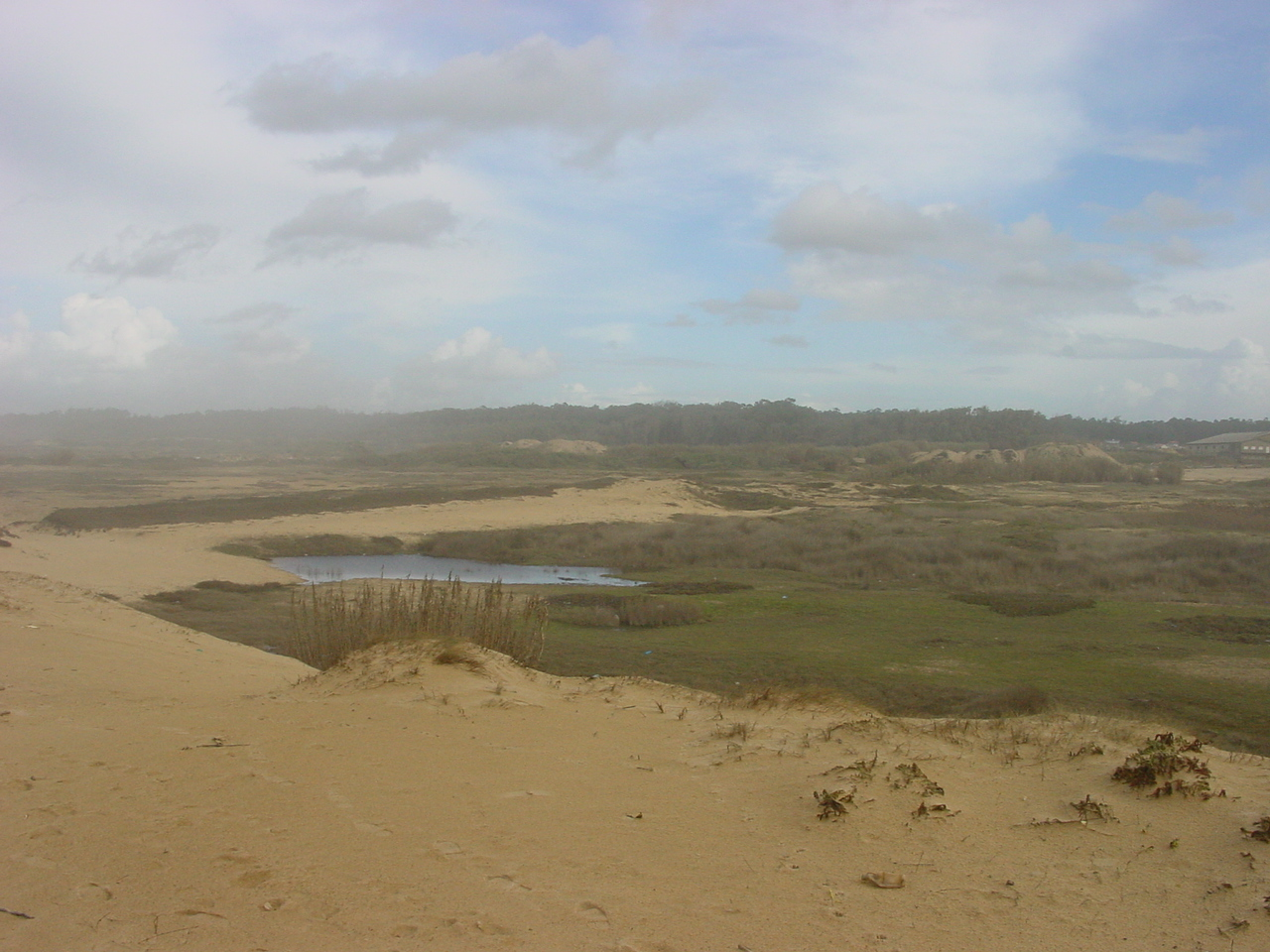
Área dunar.

A Reserva Ornitológica de Mindelo (ROM), situada entre Mindelo e o Rio Ave, no concelho de Vila do Conde foi, em 1957, a primeira área protegida criada em Portugal, apresentando assim um grande valor histórico e simbólico. Santos Júnior, professor catedrático da Universidade do Porto e pioneiro da anilhagem científica de aves em Portugal, obteve o apoio dos proprietários e, a seu pedido, foi fundada a Reserva ao abrigo do regime florestal. A 13 de Outubro de 2009 a Reserva Ornitológica de Mindelo passou a fazer parte da Paisagem Protegida Regional do Litoral de Vila do Conde e Reserva Ornitológica de Mindelo.
Nos anos que se seguiram à sua criação, a ROM serviu de base a numerosos estudos científicos. Na central de anilhagem então criada, participaram os “roleiros de Mindelo”, naturais desta freguesia e praticantes da captura de rolas com artes tradicionais únicas no mundo. Ainda hoje a ROM continua a ser visitada por muitos naturalistas profissionais e amadores, sendo local de numerosas aulas de campo de estudantes da Universidade do Porto e motivo de realização de projectos de investigação.
Como refere o Plano de Ordenamento da Orla Costeira, é a diversidade de biótopos, em conjunto com a sua localização, que levam grande parte das aves migradoras, sobretudo passeriformes, a procurar esta área durante a sua passagem. Na Reserva foram observadas mais de 150 espécies de aves, entre rolas e garças, águias e galinhas d’água, borrelhos e gaios, chapins e pica-paus, chascos e narcejas, rabirruivos e andorinhas, cartaxos e alvéolas, abibes e patos, maçaricos e cucos, corujas e mochos, poupas e pegas, carriças e rouxinóis, piscos e tordos, pintassilgos e escrevedeiras, etc.
De destacar o importante refúgio para os anfíbios, com a presença de 12 das 22 espécies de anfíbios de Portugal, onde se destacam as presenças do tritão palmado, e das populações costeiras conhecidas mais a norte de sapinho de verrugas verdes, sapo de unha negra e salamandra de costelas salientes.
Na ROM podem ainda ser encontradas diferentes espécies de mamíferos, entre os quais esquilos, coelhos, raposas, ouriços-cacheiros, vários roedores e morcegos. E ainda répteis como o lagarto de água.
Muitas destas espécies e habitats estão ameaçadas e encontram-se, por isso, protegidas por convenções internacionais e directivas europeias.

## Ameaças
Com o surgimento da pressão urbanística sobre o Litoral, a partir da década de setenta surgiram urbanizações, acessos rodoviários e infra-estruturas portuárias. O regime florestal, ao não condicionar a ocupação do solo, mostrou-se ineficaz para contrariar esta tendência.
De 1958 a 2000 os terrenos urbanos e industriais aumentaram 600%, passando de 4% a 26% da área total, com um crescimento médio de 89 m2 por dia. Anteriormente, estes terrenos tinham maioritariamente ocupação florestal. As zonas húmidas reduziram-se em 70%.
As areias das principais dunas foram extraídas e depositaram-se lixos. As linhas de água foram poluídas pelos novos estabelecimentos industriais e as recentes construções. Proliferou a captura ilegal de aves.
A Universidade do Porto e os serviços florestais acabaram por deixar de cumprir a sua função. Legalmente a área da ROM ainda se encontra submetida ao regime florestal, pois não houve qualquer decreto que a excluísse desse regime, mas na prática este já não é cumprido.
Neste contexto, parte dos proprietários dos terrenos inseridos na ROM, pretendem ver esses terrenos valorizados economicamente, solicitando a sua desanexação e, consequentemente, autorização para urbanizar e construir. A grande maioria dos terrenos são privados.
Só no período 2002/2004, a Polícia Marítima registou cerca de 70 infracções relativas a circulação de veículos motorizados nas dunas, apanha de aves, descargas de entulhos e extracção de areias, representando uma pequena parte dos actos ilegais cometidos.

## Conservação e Potencialidades
Apesar do mau estado actual, os estudos realizados demonstram que muitas das potencialidades naturais da Reserva mantêm-se.
No POOC, aprovado em 1999, a Reserva é referida como “quase a única área com importância de conservação de nível regional entre o litoral de Esposende e a Barrinha de Esmoriz”, “um importante refúgio a conservar a todo o custo.”
O Movimento PROMindelo (Pela Reserva Ornitológica de Mindelo), coordenado pela Associação dos Amigos de Mindelo para a Defesa do Ambiente, defende a protecção das dunas, a construção de passadiços para circulação a pé e de bicicleta, a construção de um centro de educação ambiental e a promoção do turismo da natureza e turismo rural. A agricultura deverá ser mantida e apoiada na sua sustentabilidade.
A preservação deste espaço poderá passar pela criação de uma Área de Paisagem Protegida, integrando assim este espaço na Rede Nacional de Áreas Protegidas, o que permite maior facilidade na obtenção de financiamentos. A Câmara Municipal de Vila do Conde e a Junta de Freguesia de Mindelo são as entidades com a responsabilidade legal em solicitar o pedido de classificação ao ICN (Instituto de Conservação da Natureza). De referir que, a Câmara e a Junta defendem publicamente a necessidade deste estatuto.
Em 2003 foram discutidos na Assembleia da República dois projectos-lei para criar esta Área, mas acabou por ser aprovado apenas uma recomendação ao Governo no sentido de proceder à sua criação.
A 25 de Abril de 2019 deu-se a acção "Libertar a ROM!" que limpou, ao longo de quatro horas, duas toneladas de lixo. Esta foi uma iniciativa da Solidarity Soul. 